# Gustav Biedermann Günther
Gustav Biedermann Günther (Bad Schandau, 22 febbraio 1801 – Lipsia, 8 settembre 1866) è stato un chirurgo tedesco.

## Biografia
Dal 1818 al 1824, studiò medicina e chirurgia presso l'Università di Lipsia, ottenendo il dottorato con la tesi Analecta ad anatomiam fungi medullari.
Sempre da studente, intraprese un viaggio scientifico con l'ornitologo Ludwig Thienemann in Norvegia e in Islanda. Nel 1825 iniziò a lavorare come assistente di Johann Karl Georg Fricke (1790-1841) nel reparto di chirurgia presso l'ospedale generale di Amburgo. Nel 1829 si stabilì come medico generico ad Amburgo, e nel 1831 fondò un istituto ortopedico.
Nel 1837 fu nominato professore di chirurgia presso l'Università di Kiel e direttore del Friedrichhospital. Dal 1841 fino alla sua morte nel 1866, lavorò come professore di chirurgia presso l'Università di Lipsia.

## Opere principali
- Reise im Norden Europa's, vorzüglich in Island, 1820-1821, (con Friedrich August Ludwig Thienemann), 1827.
- Die chirurgische Anatomie in Abbildungen. Ein Handbuch für Studirende und ausübende Aerzte, gerichtliche Aerzte, Wundaerzte etc. ì(tre volumi), Hamburg 1840.
- Das Handgelenk in mechanischer, anatomischer und chirurgischer Beziehung, Hamburg 1841.
- Bemerkungen über die Verkrümmungen des Rückgrats und die Mittel denselben vorzubeugen, Kiel 1843.
- Leitfaden zu den Operationen am menschlichen Körper. Nebst Anweisung zur Übung derselben am Leichname für praktische Wundärzte und Studirende (tre volumi).
- Die chirurgische Muskellehre in Abbildungen, 1850 (con Carl Julius Milde).
- Lehre Von Den Blutigen Operationen Am Menschlichen Körper, 1857.[2]